# Топличское викариатство

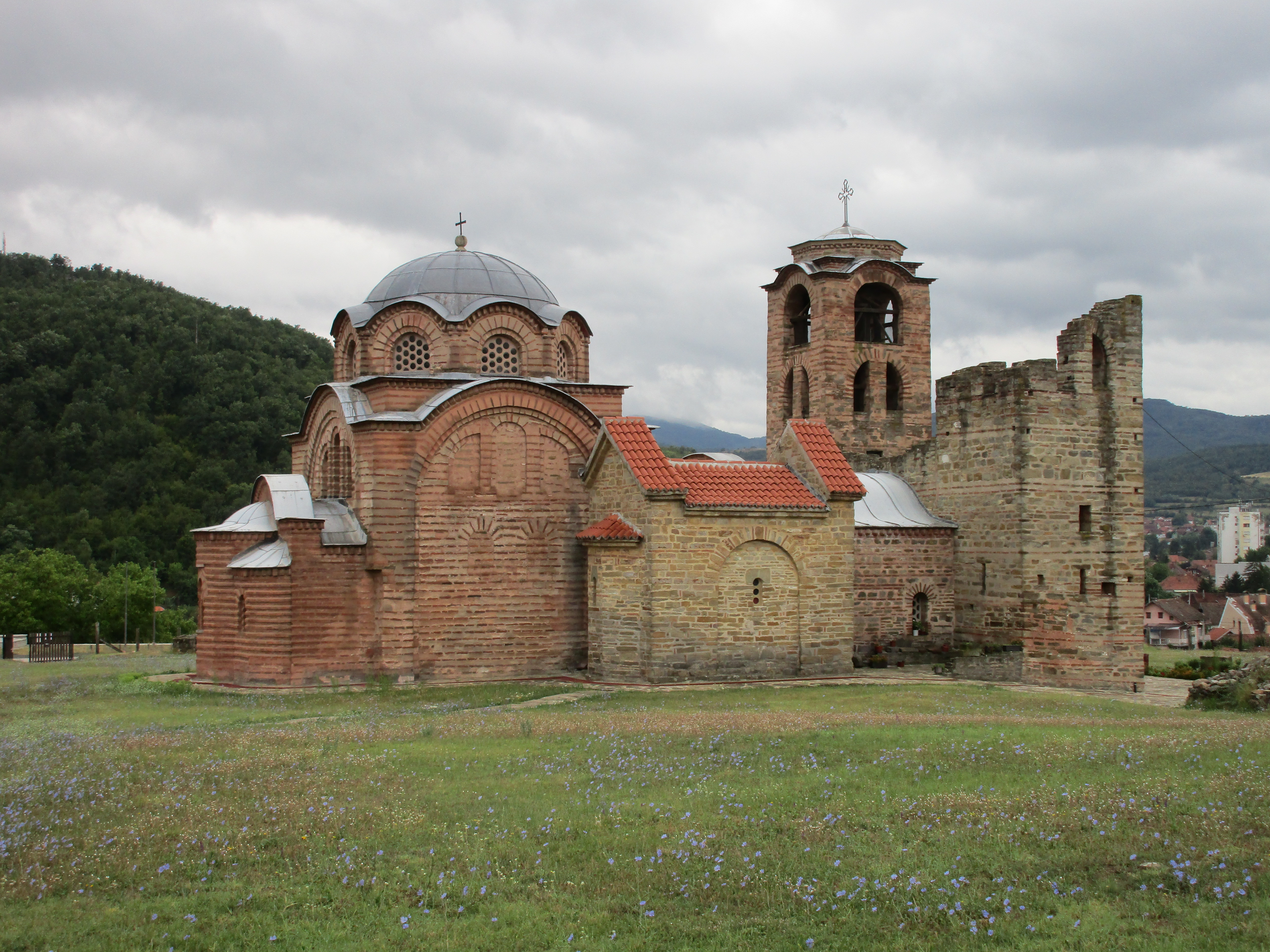

Топличское викариатство — титулярное викариатство Сербской православной церкви.

## История
20 мая 1947 года Сербская православная церковь учредила Топличское викариатство в память о старой Топличской епархии. Епископы Топличские служили викариями Патриарха Сербского.

## Епископы
- Виссарион (Костич) (29 июня 1947 — 12 июня 1951)
- Досифей (Стойковский) (22 июля 1951 — 19 июня 1959)
- Митрофан (Кодич) (12 июля 1987 — 5 октября 1991)
- Арсений (Главчич) (31 августа 2014 — 24 мая 2017)
- Иерофей (Петрович) (4 июля 2021 — 21 мая 2022)
- Петр (Богданович) (с 18 декабря 2022)